# 纳西斯·比尔希略·迪亚斯
納西斯·比爾希略·迪亞斯·德拉培尼亞（Narcisse Virgilio Díaz de la Peña；1807年8月20日—1876年11月18日）是一位法國畫家，也是巴比松畫派的主要成員之一。

## 生平
納西斯·比爾希略·迪亞斯的父母為西班牙人。在十歲的時候，納西斯·比爾希略·迪亞斯成為孤兒。他的腳在森林中被爬蟲類咬傷，導致他失去一條腿。
十五歲時，他進入塞夫爾工作室，先在瓷器場工作，後來轉向繪畫。1831年，納西斯·比爾希略·迪亞斯認識泰奧多爾·盧梭，他非常崇拜泰奧多爾·盧梭。納西斯·比爾希略·迪亞斯後來發現盧梭的風景畫非常出色，決心以同樣方式作畫。